# Loone (Kohila)
Loone (Duits: Lone) is een plaats in de Estlandse gemeente Kohila, provincie Raplamaa. De plaats heeft de status van dorp (Estisch: küla).

## Bevolking
Het dorp had 59 inwoners op 31 december 2011 en 72 inwoners op 31 december 2021.

## Ligging
Loone ligt op de rechteroever van de rivier Keila. Aan de overkant ligt Lohu. De Tugimaantee 15, de secundaire weg van Tallinn via Rapla naar Türi, komt door Loone.

## Geschiedenis
Op beide oevers van de rivier Keila lag in de 12e eeuw een Estisch fort. Het fort van Lohu heet in het Estisch Lohu linnus of vanem linnus (‘Oude vesting’); het fort van Loone heet Loone linnus of Jaanilinn (‘vesting van Sint-Jan’). Hendrik van Lijfland vertelt in zijn kroniek dat het fort in het begin van de 13e eeuw diverse malen is aangevallen door de troepen van de Orde van de Zwaardbroeders. In 1223 viel het fort na een belegering van twee weken. Het fort besloeg 1,5 ha, de binnenplaats van het fort was 6500 m² groot. Van het fort is niets meer over. Het terrein wordt soms gebruikt voor uitvoeringen van volksmuziek. Een houten brug verbindt de beide forten.
Het gebied op de rechteroever van de Keila werd pas in 1977 afgesplitst van Lohu en kreeg toen de naam van het vroegere fort: Loone. Op het grondgebied van Loone hebben wel nederzettingen gelegen: Karivere, Rabaküla en Ülejõe. Na 1977 raakten die namen in onbruik.

## Foto's

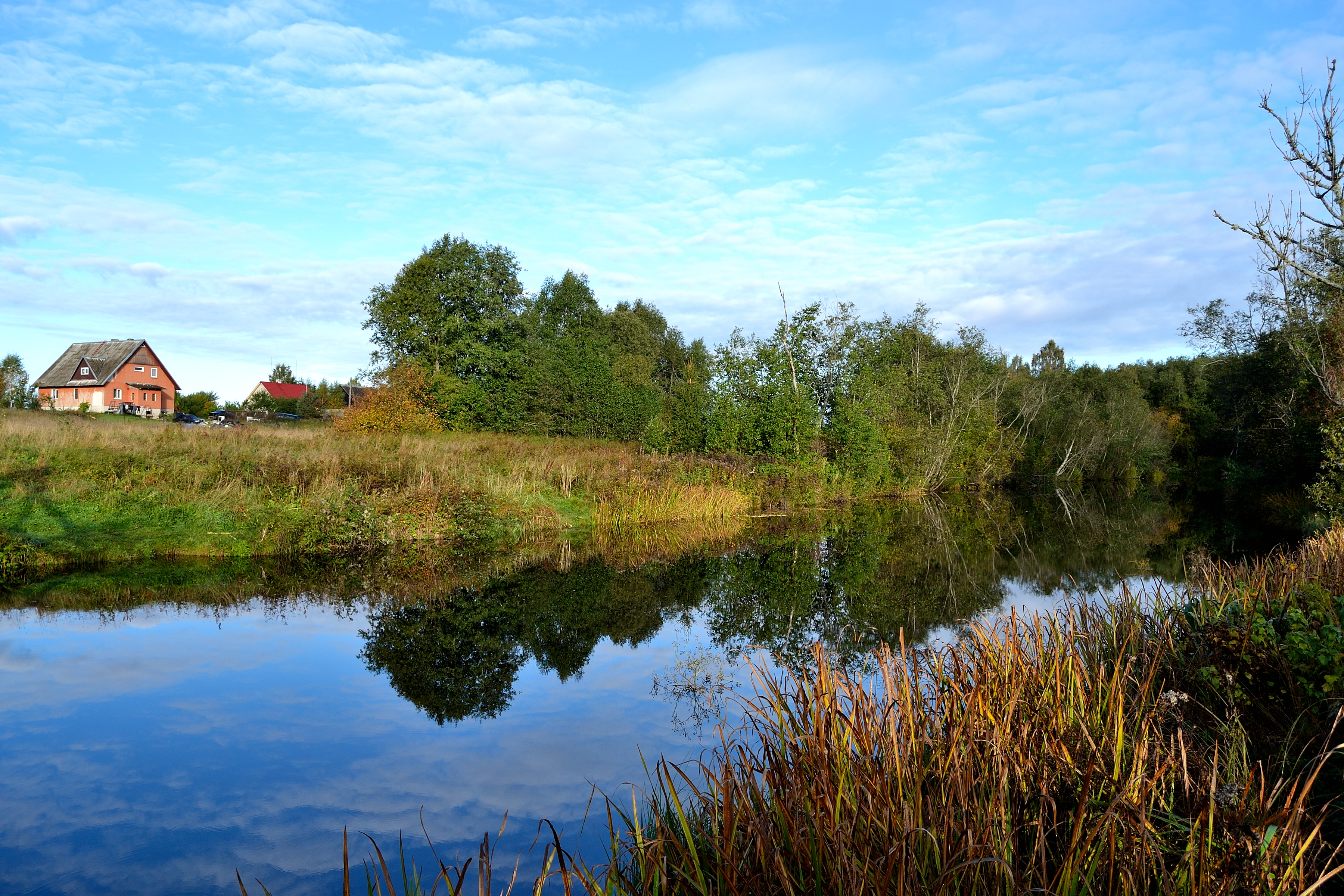
De rivier Keila bij Loone
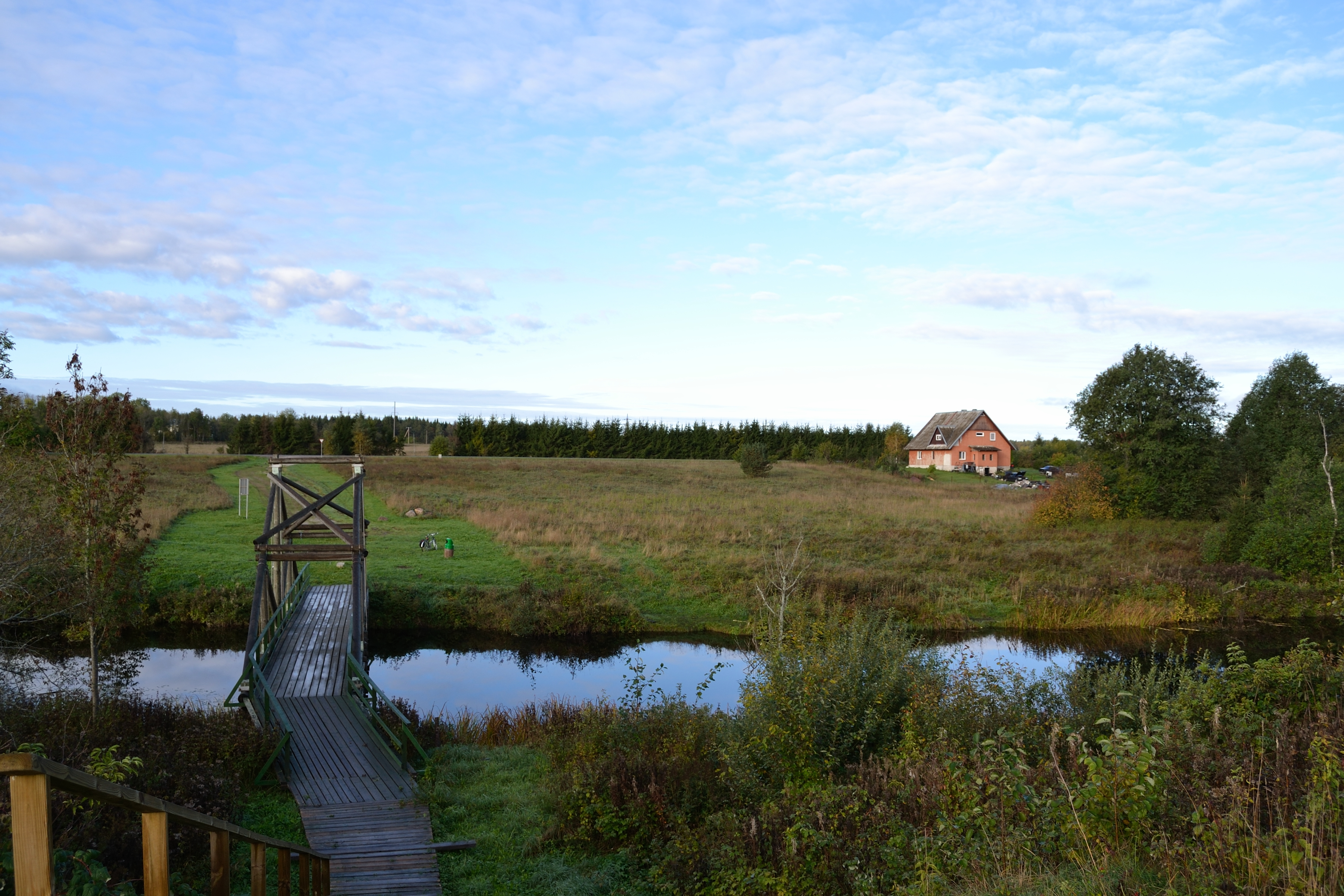
De brug tussen de forten
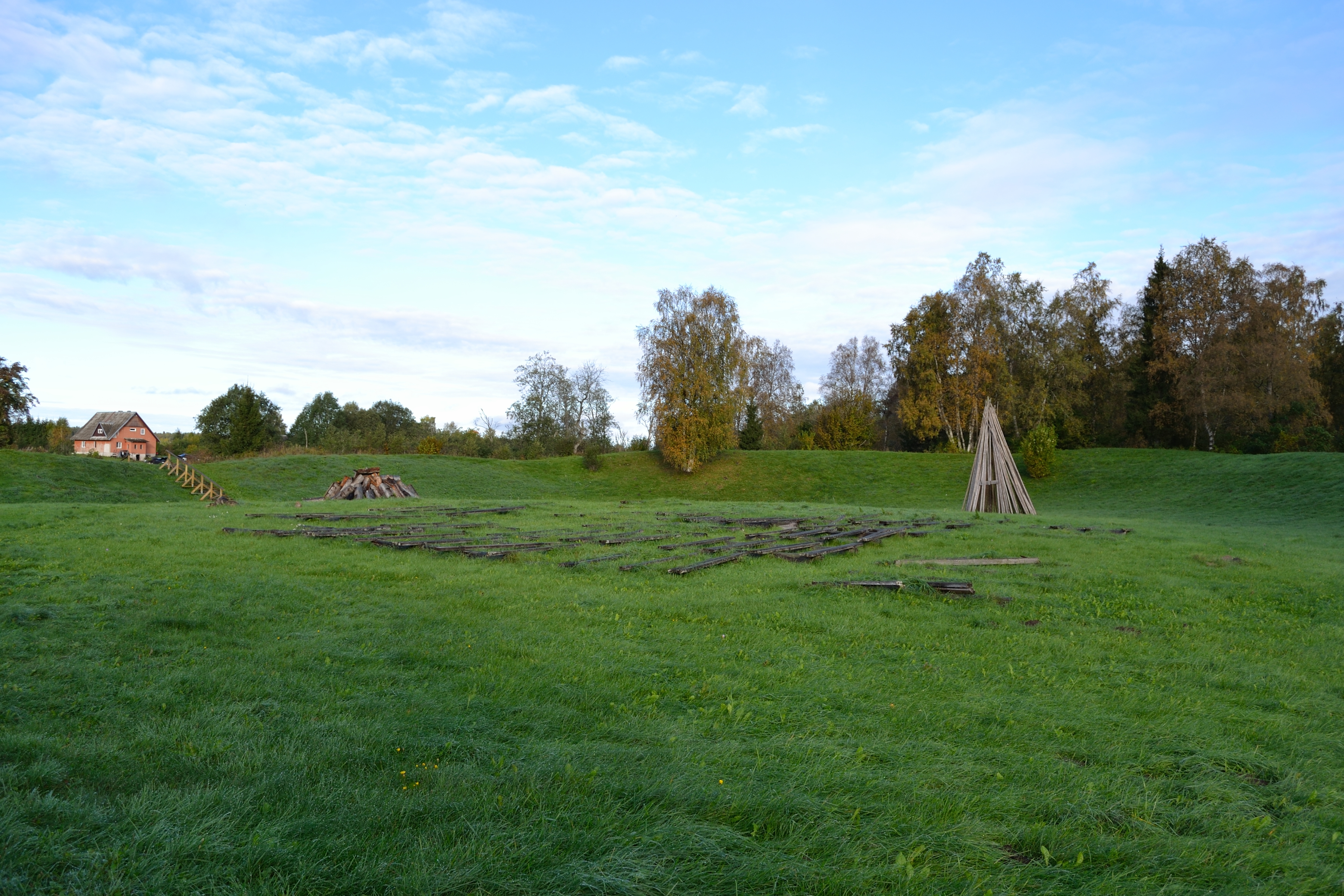
Het terrein van het vroegere fort met banken voor de luisteraars naar zanguitvoeringen
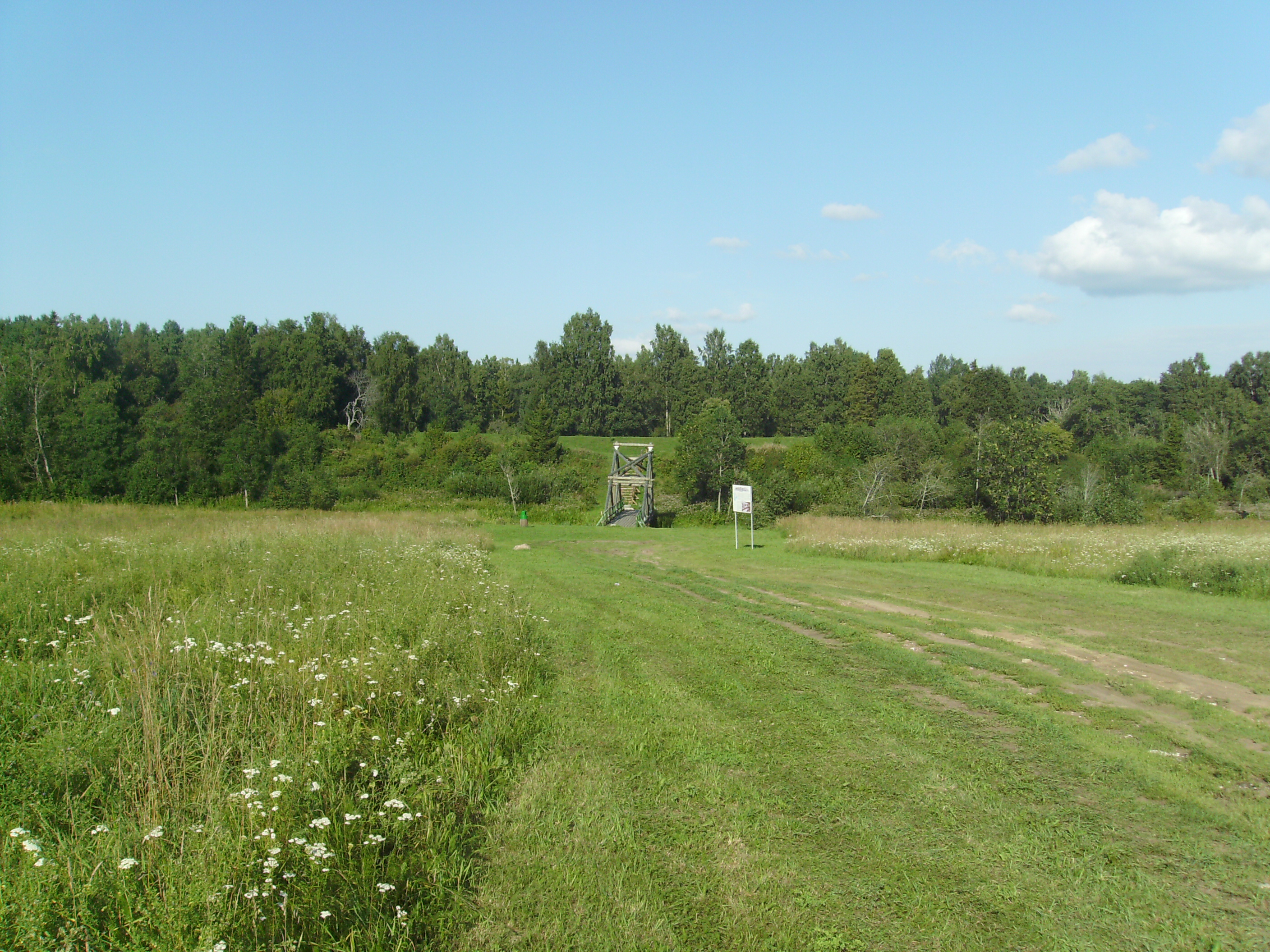
Het terrein van het fort met de brug
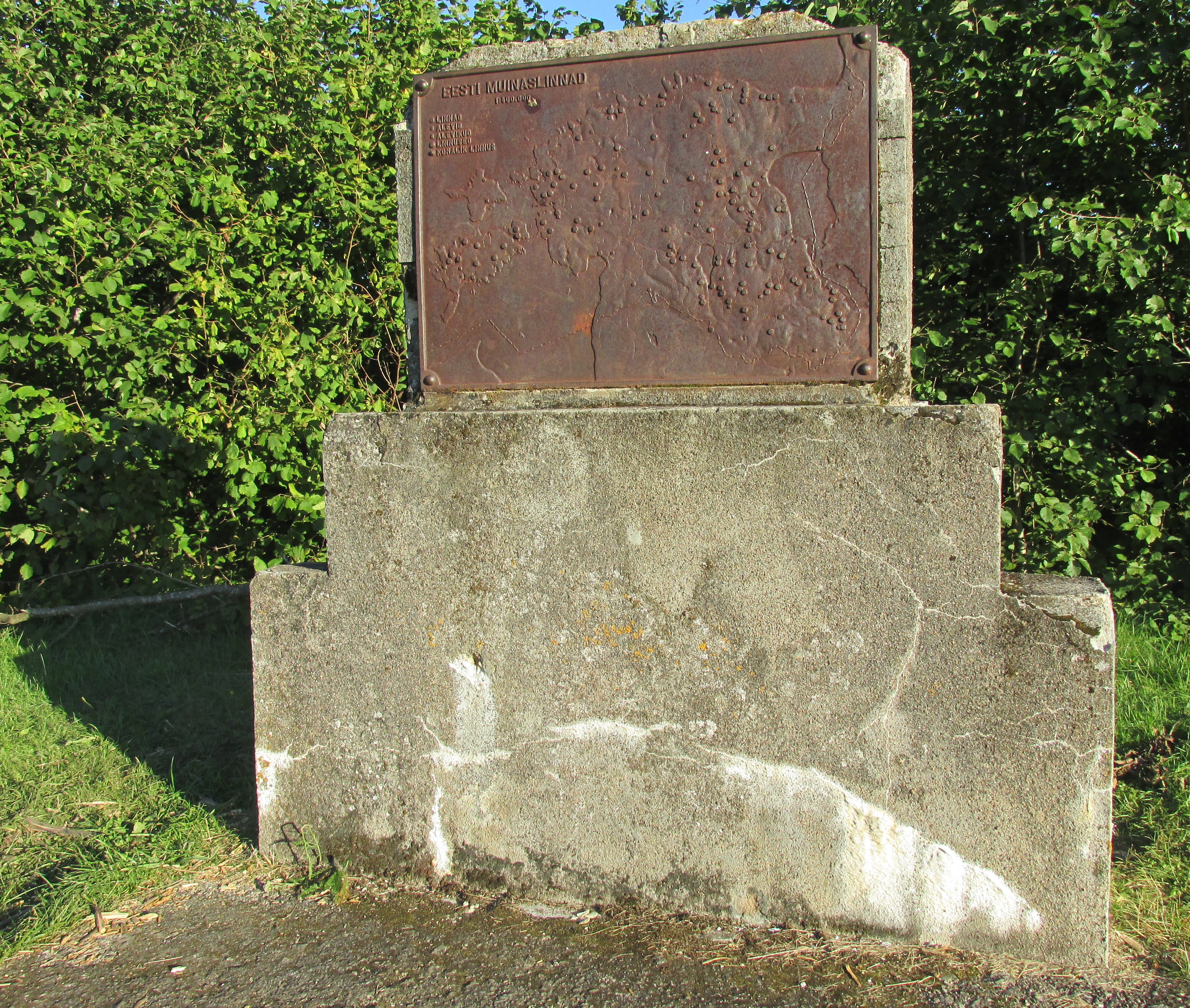
Overzichtskaart van Estische burchten